# Rybařík jižní

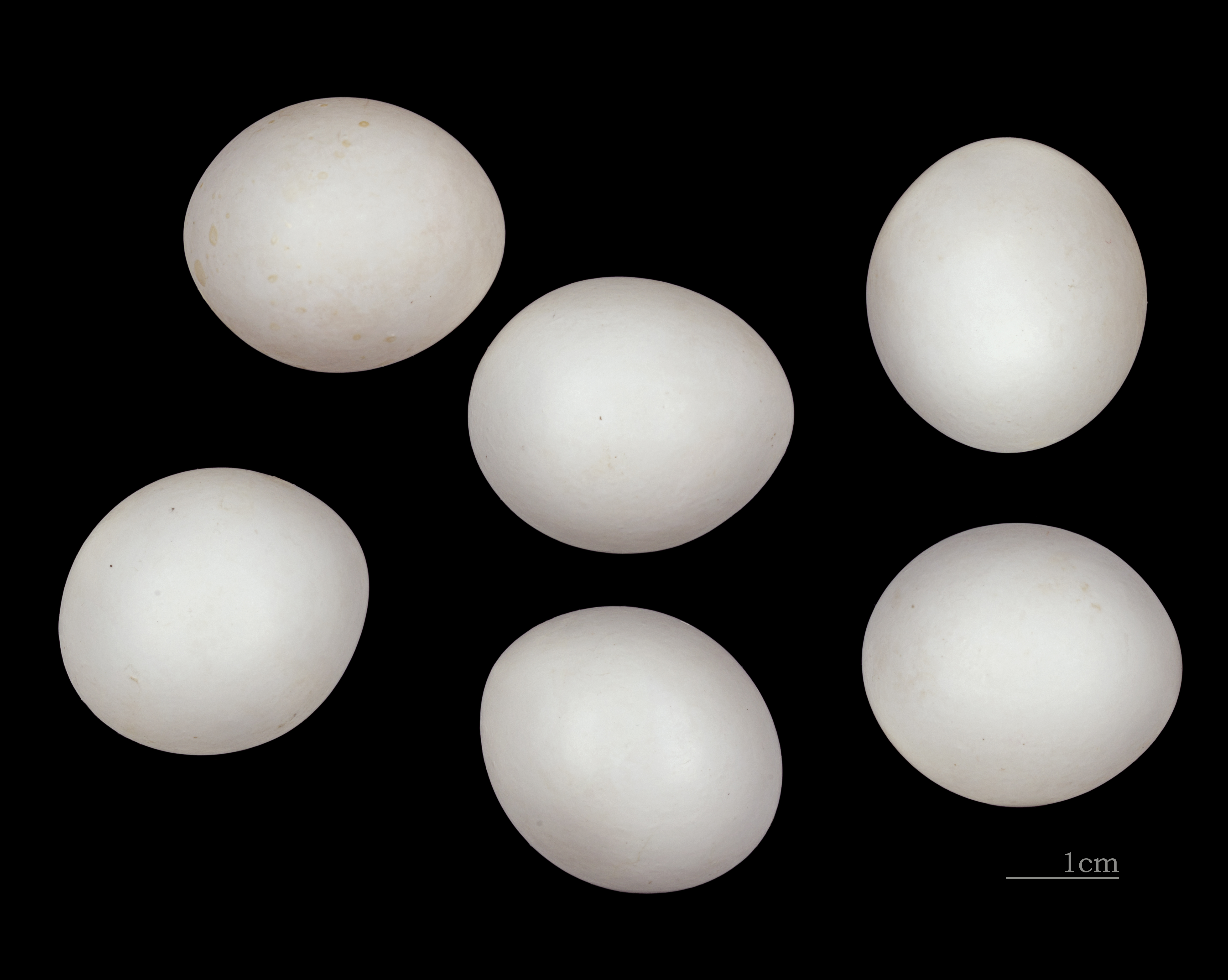
Vejce

Rybařík jižní (Ceryle rudis) je velký druh rybaříka z čeledi ledňáčkovití.

## Popis
Rybařík jižní dorůstá 17 cm a je výrazně zbarven s černobílou svrchní částí těla a bílým břichem. Nápadný je též jeho dlouhý, zašpičatělý zobák a chocholka na hlavě. Mezi pohlavími je vyvinut patrný dimorfismus, samice má totiž jen jeden tmavý pruh na hrudi, zatímco samec má pruhy dva.

## Výskyt
Je běžný na rozsáhlém území subsaharské Afriky a jižní Asie v rozmezí od Indie až po Čínu. Jedná se o stálý druh s výjimkou krátkých sezónních migrací. K životu přitom vyhledává jezera, bažiny, řeky a jejich ústí.
Je třetím nejhojnějším zástupcem své čeledi a díky své hlučné povaze je navíc i velmi dobře známý.

## Chování
V porovnání s ostatními zástupci čeledi je relativně společenský a hřaduje obvykle ve velkých hejnech. Živí se zejména rybami, ale požírá i korýše a velký vodní hmyz. Na kořist většinou číhá za třepotavého letu nad vodou a poté se za ní pouští rychlým střemhlavým pádem do vody.
Hnízdí od února do dubna. Jeho hnízdo je nora vyhloubená v příkrém bahnitém břehu asi 5 m nad vodou, do které klade 3–6 bílých vajec.